# Guinea hadereje
Guinea hadereje a szárazföldi erőkből, a légierőből és a haditengerészetből áll.

## Fegyveres erők létszáma
- Aktív: 9700 fő

## Szárazföldi erők
Létszám
8500 fő
Állomány
- 1 páncélos zászlóalj
- 8 gyalogos zászlóalj
- 2 kisegítő zászlóalj
- 1 tüzér osztály
- 1 műszaki zászlóalj

Felszerelés
- 30 db harckocsi (T–34, T–54)
- 15 db közepes harckocsi (PT–76)
- 30 db felderítő harcjármű
- 40 db páncélozott szállító jármű
- 25 db vontatásos tüzérségi löveg

## Légierő
Létszám
800 fő
Felszerelés
- 10 db harci repülőgép
- 5 db szállító repülőgép
- 5 db szállító helikopter

## Haditengerészet
Létszám
400 fő
Hadihajók
- 3 db hadihajó